# Never Again〜許さない
『Never Again〜許さない』（ネバー・アゲイン〜ゆるさない）は、岩崎宏美のセルフ・カバー・アルバム。1999年3月20日発売。発売元は、ビクターエンタテインメント。規格品番 : VICL-60325

## 解説
- 帯コピー：25年の歌手生活の中で歌い綴った筒美京平のメロディーを再び。岩崎宏美の新たな解釈によるレコーディングで名曲の数々が甦る。
- 先行発売のシングル「許さない」を含む、筒美京平から提供された曲のセルフ・カバー曲集。
- 当初、1998年11月の発売予定が都合で延期となった。デビュー25周年記念盤。
- 新曲を除き、原則として全曲リアレンジであるが、「Sympathy」のみ、伴奏部分は当時のテイクを利用して再録音している。ライナーノーツにある本人談によると、原曲アレンジの完成度が高かったのが、その理由である。
- 2010年にはSHM-CDとして再発売。その際、2007年に発売された「岩崎宏美　紙ジャケット・コレクション」シリーズと同様、オリジナル盤にボーナス・トラックを追加し、オリジナル・カラオケなど7曲が追加収録された。 Never Again 許さない [+7] として2010年5月19日にリリース (VICL-70072)。
- このCDの帯はリバーシブル仕様になっており、裏返すことでオリジナル盤の仕様に再現できるようになっている。
- 2012年にシングル「あなたへ」が発売されているが、タイトルこそ同じものの全く別の曲である。

## 収録曲

### オリジナル盤
- 全作曲: 筒美京平

1. あなたへ
  - 作詞: ドリアン助川、編曲:山本健司
2. 素敵な気持ち
  - 作詞:康珍化、編曲:山本健司
3. Sympathy
  - 作詞: なかにし礼、編曲:後藤次利
4. わたしの1095日
  - 作詞:阿久悠、編曲: 山本健司
5. 想い出の樹の下で
  - 作詞:阿久悠、編曲:川口真
6. 女優
  - 作詞:なかにし礼、編曲:川口真
7. 春おぼろ
  - 作詞:山上路夫 、編曲:川口真
8. 月見草
  - 作詞:阿久悠、編曲:島健
9. 許さない
  - 作詞: ドリアン助川、編曲:山本健司
10. 日暮れのマティーニ
  - 作詞:有馬三恵子、編曲:島健

### SHM-CD（2010年盤）
- VICL-70072

1. あなたへ
2. 素敵な気持ち
3. Sympathy
4. わたしの1095日
5. 想い出の樹の下で
6. 女優
7. 春おぼろ
8. 月見草
9. 許さない
10. 日暮れのマティーニ
11. 春おぼろ (LIVE)（ボーナス・トラック）
  - 作詞: 山上路夫、作曲:筒美京平、編曲: 古川昌義
12. おねむはだあれ-愛知県東海市「平州賞」子守歌部門 最優秀賞受賞作品-（ボーナス・トラック）
  - 作詞:田名瀬新太郎、補作詞:荒木とよひさ、作曲:三原香奈子、編曲:宮下博次
  - 非売品CD「きっともっと／おねむはだあれ」(テイチク)より　2004年企画:愛知県東海市
13. 許さない(Instrumental)（ボーナス・トラック）
  - 作曲:筒美京平、編曲:山本健司
14. 最初の恋人達(オリジナル・カラオケ)（ボーナス・トラック）
  - 作曲・編曲: 奥慶一
15. 風の童話集〈ジュブナイル〉(オリジナル・カラオケ)（ボーナス・トラック）
  - 作曲:佐藤隆、編曲:奥慶一
16. ラスト・クルーズ(オリジナル・カラオケ)（ボーナス・トラック）
  - 作曲:相曽晴日、編曲:奥慶一
17. 聞こえてくるラプソディー(オリジナル・カラオケ)（ボーナス・トラック）
  - 作曲:濱田金吾、編曲:戸塚修